# Oskar Olsen
Oskar Viktor Olsen (Oslo, 17 oktober 1897 - aldaar, 28 december 1956) was een Noors schaatser.
Olsen was tweemaal deelnemer op de Olympische Winterspelen (in 1924 en 1928).
In 1924 kwam hij uit op de 500 meter tijdens de Winterspelen in Chamonix en won daar de zilveren medaille, op de 1000 meter werd hij zesde. Op de Winterspelen in Sankt Moritz werd hij 9e op de 1000 meter.
Hij nam zowel aan het Europees kampioenschap als het Wereldkampioenschap vier keer deel. Op het EK van 1924 en het EK van 1925 veroverde hij de bronzen medaille in het eindklassement.
Hij was een jongere broer van Henning Olsen, de bronzen-medaillewinnaar op het WK van 1911. Hij was lid van de Kristiania Skøiteklub, (vanaf 1925 Oslo Skøiteklub geheten). Hij was redacteur bij het magazine Sportmanden en is ook nog voorzitter van de Norges Skøyteforbund (Noorse schaatsbond) geweest.

## Resultaten
| Jaar | EK Allround | WK Allround | Olympische Spelen |
| ---- | ----------- | ----------- | ----------------- |
| 1922 | 8e          | 10e         |                   |
| 1923 |             | 7e          |                   |
| 1924 | Brons       |             | 500m · 6e 1000m   |
| 1925 | Brons       |             |                   |
| 1926 |             | NS4         |                   |
| 1927 |             |             |                   |
| 1928 | 8e          | NC24        | 9e 500m           |

NC# = niet de slotafstand gereden, wel geklasseerd
NS# = niet gestart op # afstand